# Banksia grandis
Espèce
Classification phylogénétique
Mangite, Banksia taureau
Le banksia géant, banksia taureau ou mangite (Bansia grandis), est une espèce d'arbre caractéristique du sud-ouest de l'Australie-Occidentale.
Les polyfollicules floraux sont appelés mangites par certaines tribus aborigènes locales et pulgarlas par d'autres. On récupérait le nectar des fleurs soit en les suçant soit en les plongeant dans l'eau.
Il se présente généralement comme un arbre de 5 à 10 mètres de haut, mais pouvant atteindre des hauteurs de 15 mètres. Il se présente également sous forme d'arbuste rabougri étalé sur le sol dans la région de la côte sud et lorsqu'il pousse entre des rochers granitiques. Ses branches sont courtes, robustes et souvent tortueuses, avec l'écorce rugueuse grise caractéristique du genre Banksia. Les feuilles sont très distinctives, très grandes, longues de 45 cm et larges de 11 et se composent d'une série de lobes triangulaires qui se rejoignent au niveau de la nervure principale. D'un vert foncé brillant sur le dessus, elles ont un tomentum blanc sur le dessous. Les nouvelles pousses sont d'un vert citron plus pâle et très attrayant. La floraison est estivale. Les grands épis floraux cylindriques, qui peuvent atteindre jusqu'à 35 cm de haut, sont de couleur jaune, avec un pistil crème. Les polyfollicules perdent très vite leurs fleurs ce qui fait qu'ils n'ont pas l'apparence des "cônes" de nombreuses autres espèces de Banksia. Les vieux polyfollicules sont souvent vernis ou travaillés et cette espèce typique de Banksia est utilisée dans les boiseries décoratives.
Banksia grandis est une espèce très fréquente dans le sud-ouest de l'Australie occidentale, qui va depuis Jurien (30 ° 17'S) à 260 km au nord de Perth, au nord, à Cap Leeuwin (34 ° 22'S) au sud  et à Bremer Bay (34 ° 23'S 119 ° 22'SE) à l'est. On le trouve à l'intérieur des terres dans les réserves naturelles de Badgedup et de Dongolocking. Il est très fréquent sur les sols latéritiques de la chaine Darling, où il forme les sous-bois de forêts de Jarrahs et de Marris. Il peut pousser sur presque tous les sols des plaines côtières mais y est un peu moins commun.

## Culture
Banksia grandis est très sensible à la pourriture de la racine (Phytophthora cinnamomi) et il est difficile de le faire pousser dans les régions aux étés humides. Il lui faut un sol sablonneux bien drainé.

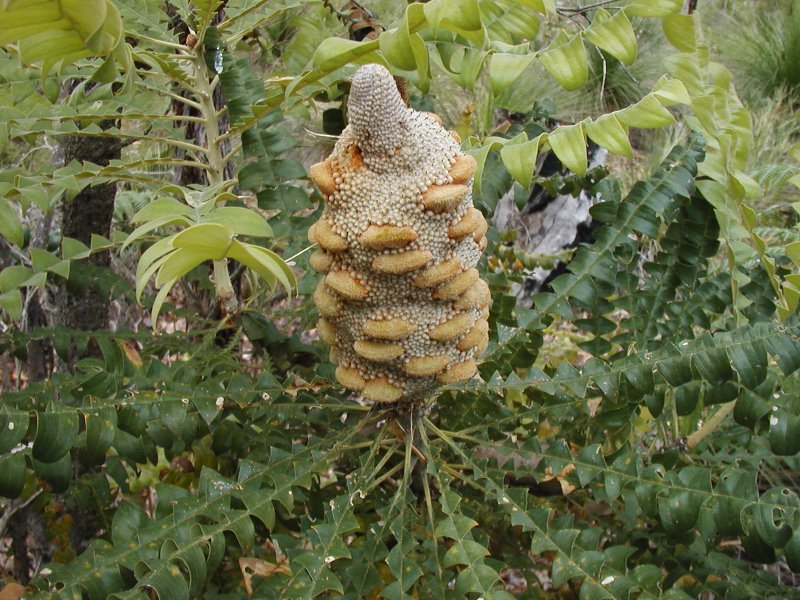
Banksia grandis, développant ses follicules.
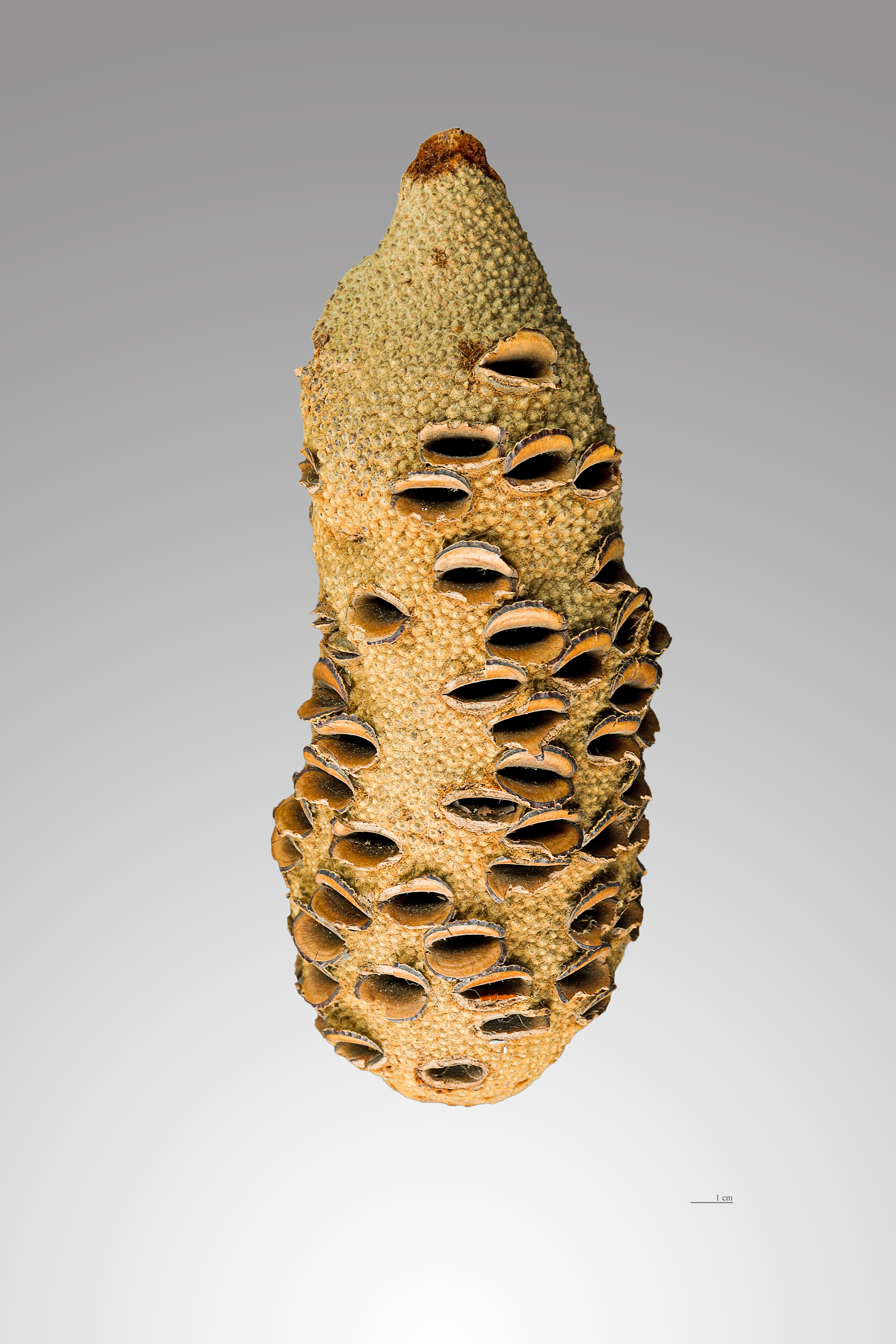
Polyfollicule au Muséum de Toulouse.
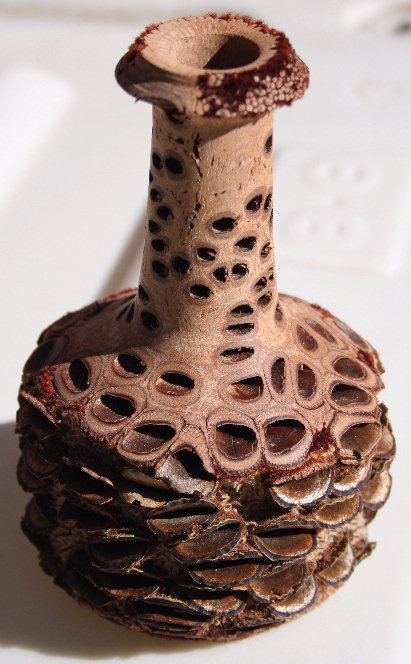
Fruit de Banksia grandis travaillé en vase.

## Sources
- (en) Cet article est partiellement ou en totalité issu de l’article de Wikipédia en anglais intitulé « Banksia grandis » (voir la liste des auteurs).